# NGC 1080
NGC 1080 је спирална галаксија у сазвежђу Кит која се налази на NGC листи објеката дубоког неба.
Деклинација објекта је - 4° 42' 39" а ректасцензија 2h 45m 10,1s. Привидна величина (магнитуда) објекта NGC 1080 износи 13,5 а фотографска магнитуда 14,2. NGC 1080 је још познат и под ознакама MCG -1-8-3, IRAS 02426-0455, KUG 0242-049, PGC 10416.